# Halluin
Ne doit pas être confondu avec Halewyn.
Halluin (en néerlandais: Halewijn) est une commune française de  la Métropole européenne de Lille, située dans le département du Nord (59) en région Hauts-de-France. Halluin et ses alentours ont appartenu au comté de Flandre, au royaume de France, aux Pays-Bas espagnols et aux Pays-Bas méridionaux (en latin Belgica Regia).

## Géographie

### Situation

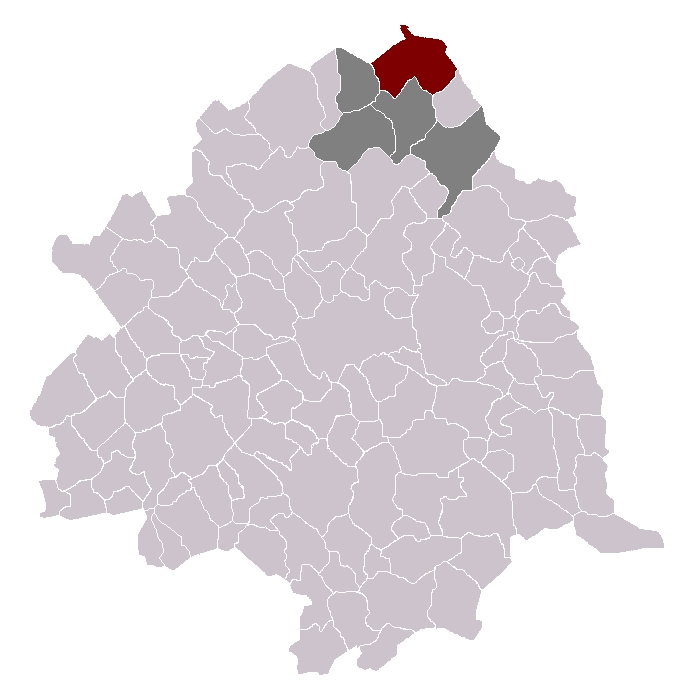
Halluin dans son canton et son arrondissement.

Halluin est située dans la partie septentrionale de l'arrondissement de Lille à proximité de la Lys, sur la frontière franco-belge. Elle est limitrophe avec les communes françaises de Bousbecque, de Roncq et de Neuville-en-Ferrain et avec les communes belges de Wervicq, de Menin et avec l'ancienne commune belge de Rekkem en Flandre-Occidentale.
Halluin est située à 9 km de Tourcoing, à 10 km de Mouscron, à 13 km de Courtrai, à 18 km de Lille, à 19 km de Roulers, à 22 km d'Ypres et à 23 km d'Armentières.
Halluin est la commune française la plus proche des Pays-Bas à vol d'oiseau, 55 km.
La ville d'Halluin fait partie de la Métropole Européenne de Lille.

### Communes limitrophes
Les communes limitrophes sont Menin, Bousbecque, Neuville-en-Ferrain, Roncq et Wervicq.
| Menin (be) Wervik (be) | Menin (be) | Menin (be)          |
|                        | Halluin    |                     |
| Bousbecque             | Roncq      | Neuville-en-Ferrain |

### Hydrographie

#### Réseau hydrographique

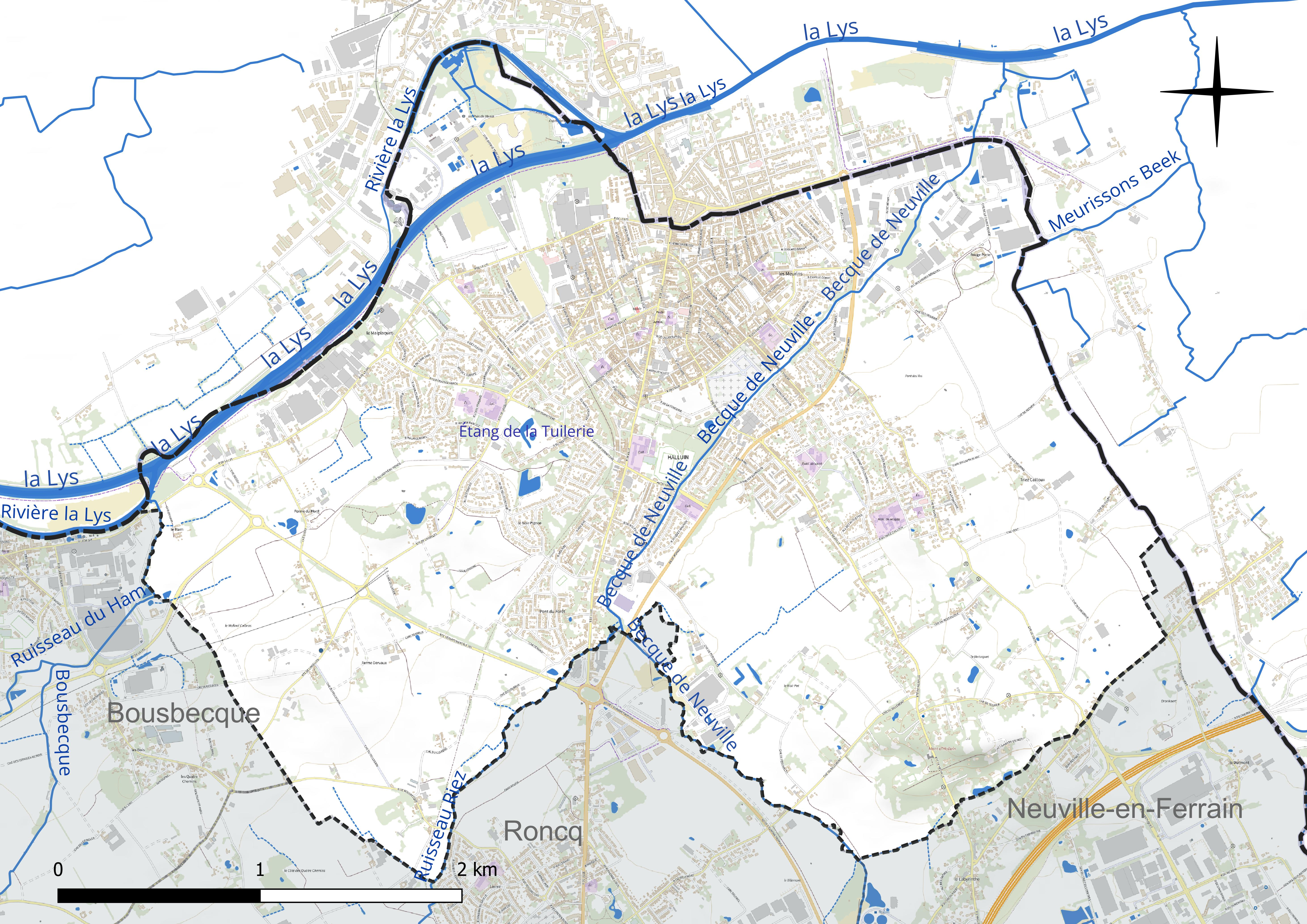
Réseau hydrographique d'Halluin.

La commune est située dans le bassin Artois-Picardie. Elle est drainée par la Lys, la Becque de Neuville, la Meurissons Beek, la rivière  la Lys, le ruisseau du Ham,,.
La Lys, d'une longueur de 134 km en France, prend sa source dans la commune de Lisbourg, à l'altitude de 114,7 mètres, et se jette dans l'Escaut à Gand à 4,45 mètres d'altitude. Les caractéristiques hydrologiques de la Lys sont données par la station hydrologique située sur la commune. Le débit moyen mensuel est de 26,3 m3/s. Le débit moyen journalier maximum est de 17 903 janvier 2 024 235 m3/s, atteint le 4 juillet 2005.
Un plan d'eau complète le réseau hydrographique : l'étang de la Tuilerie (0,4 ha),.

#### Gestion et qualité des eaux
Le territoire communal est couvert par le schéma d'aménagement et de gestion des eaux (SAGE) « Marque Deûle ». Ce document de planification concerne un territoire de 1 120 km2 de superficie, délimité par les bassins versants de la Marque et de la Deûle, formant une vaste cuvette sédimentaire de 40 km de long et de 25 km de large, où la pente est très faible. Le périmètre a été arrêté le 2 décembre 2005 et le SAGE proprement dit a été approuvé le 9 mars 2020. La structure porteuse de l'élaboration et de la mise en œuvre est la Métropole européenne de Lille.
La qualité des cours d'eau peut être consultée sur un site dédié géré par les agences de l'eau et l'Agence française pour la biodiversité.

### Climat
Pour des articles plus généraux, voir Climat des Hauts-de-France et Climat du Nord.
En 2010, le climat de la commune est de type climat océanique dégradé des plaines du Centre et du Nord, selon une étude du CNRS s'appuyant sur une série de données couvrant la période 1971-2000. En 2020, Météo-France publie une typologie des climats de la France métropolitaine dans laquelle la commune est exposée à un climat océanique et est dans la région climatique  Nord-est du bassin Parisien, caractérisée par un ensoleillement médiocre, une pluviométrie moyenne régulièrement répartie au cours de l'année et un hiver froid (3 °C).
Pour la période 1971-2000, la température annuelle moyenne est de 10,8 °C, avec une amplitude thermique annuelle de 13,9 °C. Le cumul annuel moyen de précipitations est de 681 mm, avec 11,6 jours de précipitations en janvier et 9,3 jours en juillet. Pour la période 1991-2020, la température moyenne annuelle observée sur la station météorologique la plus proche, située sur la commune de Lesquin à 21 km à vol d'oiseau, est de 11,3 °C et le cumul annuel moyen de précipitations est de 740,0 mm,. Pour l'avenir, les paramètres climatiques de la commune estimés pour 2050 selon différents scénarios d'émission de gaz à effet de serre sont consultables sur un site dédié publié par Météo-France en novembre 2022.

## Urbanisme

### Typologie
Au 1er janvier 2024, Halluin est catégorisée grand centre urbain, selon la nouvelle grille communale de densité à sept niveaux définie par l'Insee en 2022.
Elle appartient à l'unité urbaine de Lille (partie française), une agglomération internationale regroupant 60  communes, dont elle est une commune de la banlieue,,. Par ailleurs la commune fait partie de l'aire d'attraction de Lille (partie française), dont elle est une commune du pôle principal,. Cette aire, qui regroupe 201 communes, est catégorisée dans les aires de 700 000 habitants ou plus (hors Paris),.

### Occupation des sols

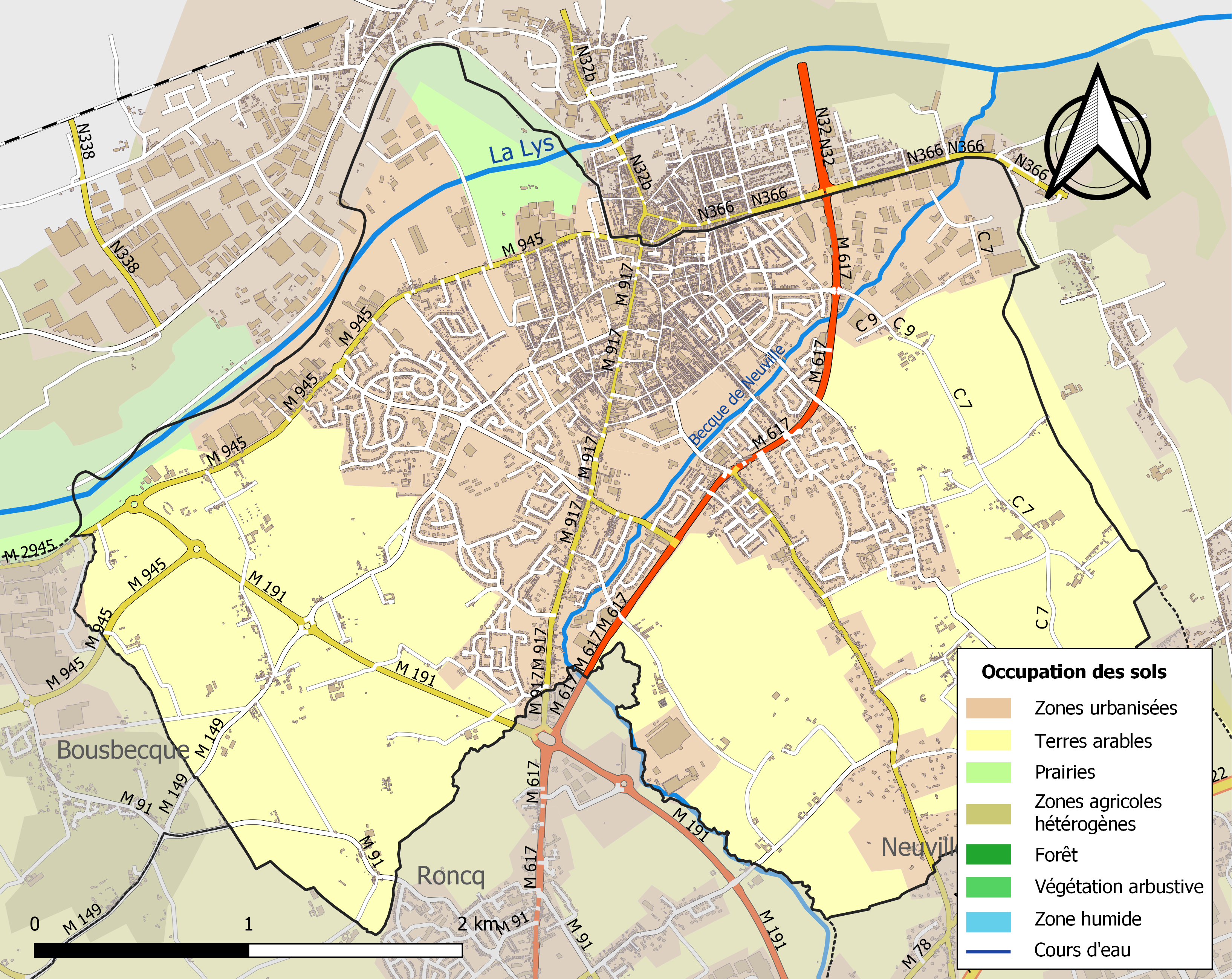
Carte des infrastructures et de l'occupation des sols de la commune en 2018 (CLC).

L'occupation des sols de la commune, telle qu'elle ressort de la base de données européenne d'occupation biophysique des sols Corine Land Cover (CLC), est marquée par l'importance des territoires agricoles (53,1 % en 2018), en diminution par rapport à 1990 (55,5 %). La répartition détaillée en 2018 est la suivante : 
terres arables (49,4 %), zones urbanisées (35,5 %), zones industrielles ou commerciales et réseaux de communication (11,4 %), prairies (3,8 %). L'évolution de l'occupation des sols de la commune et de ses infrastructures peut être observée sur les différentes représentations cartographiques du territoire : la carte de Cassini (XVIIIe siècle), la carte d'état-major (1820-1866) et les cartes ou photos aériennes de l'IGN pour la période actuelle (1950 à aujourd'hui).

### Voies de communication et transports

#### Par la route
La commune est desservie par l'autoroute française A22 qui relie Lille à la Belgique et qui se poursuit par l'autoroute belge A14.
Les axes routiers les plus importants qui traversent la commune sont trois routes départementales :
- la route départementale 917 (ex-route nationale 17) relie Menin à Lille en passant tout d'abord par Halluin, puis par Roncq, Bondues, Marquette, Marcq-en-Barœul et La Madeleine ;
- la route départementale 945 relie Menin à Bousbecque ;
- la route départementale 191 contourne le centre-ville où elle rejoint la D 945 et la D 927.

#### Transports en commun
La commune était desservie par le tramway d'Armentières à Halluin, un ancien tramway à vapeur. Le 1er janvier 1925 la ligne R des tramways lillois, reliant Halluin à Tourcoing, est inaugurée. Le 11 janvier 1954 les autobus se substituent aux tramways.
La commune est desservie, en 2023, par les Lianes 4, 91 et 91 Express, par les lignes 82, 941, 944, Citadine d'Halluin et par la ligne de transport à la demande 82R du réseau Ilévia. La ligne 84 du réseau flamand De Lijn dessert également la commune.

## Toponymie
Le nom de la localité est attesté sous les formes Haluin en 1066; Haluwin en 1144.
Du nom de personne germanique Hailwin utilisé absolument.
En néerlandais, la ville se nomme Halewijn, Haelewyn ou Halewin en flamand occidental.

## Histoire

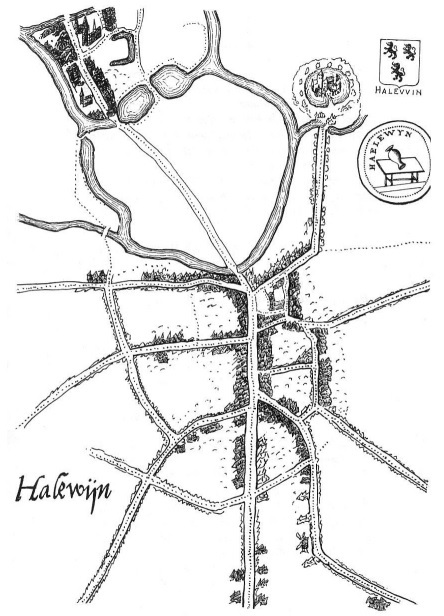
Halewijn-Halluin en 1560

### Moyen Âge
Le nom de Halluin, sous sa forme précoce "Hallewyn", apparaît pour la première fois dans l'acte de donation fait par Baudouin V, dit de Lille, comte de Flandre, à l'église et chapitre de Saint-Pierre de Lille en septembre 1066.
La famille seigneuriale d'Halluin (Hallwyn) eut de nombreuses alliances et de nombreux fiefs en Flandre et en France, comme Lauwe, Piennes (Peene) et Mesvillers (érigé en duché de Piennes en 1781), Capple, Roosebeke, Boesinghe, Esquelbecq, Wailly, Grandpré par achat, Maignelay (où est érigé le duché d'Halluin en 1587)...

### 1501
Dès le début du XVIe siècle, les seigneurs d'Halluin sont les mêmes que ceux de Comines : les Maisons de Croy, Ligne-Croy, Hénin-Liétard et, enfin, les ducs d'Orléans.
Halluin fut aussi espagnole, au XVIe siècle, quand les Flandres passèrent aux mains des Habsbourg. En 1583, il y a la construction d'un fort à Halluin et destruction dans le conflit entre Charles de Croy et le duc Alexandre Farnèse.

### XVIIesiècle
Elle devint française au XVIIe siècle, étant conquise en 1686 (quelques années après la prise de Lille) par Louis XIV, qui donna son nom à un pont de la ville, et Charles de Schomberg, maréchal de France et époux d'Anne duchesse d'Halluin, devint par son mariage duc d'Halluin.

### XIXesiècle
Les lois Jules Ferry instaurant les écoles publiques laïques ne se sont pas appliquées facilement à Halluin. La ville d'Halluin s'oppose au préfet qui lui demande de voter les crédits, au moyen de taxes additionnelles aux impôts si nécessaire, pour installer une école publique dans le centre ville. Le conseil municipal s'y oppose en argumentant qu'il existe déjà une école du Colbras suffisante pour accueillir les rares élèves allant dans les écoles laïques. Il demande en outre la réduction de l'indemnité de logement à payer aux instituteurs laïques, lesquels avaient fait une pétition pour obtenir un supplément de traitement, pour la ramener au même montant que pour les fonctionnaires communaux. Il considère que la loi retirant aux congrégations l'enseignement primaire au motif de leur qualité religieuse, prise sans consulter les familles ni les conseils municipaux impose à la commune des instituteurs laïques contrairement au vœu de la population. Le préfet doit prendre un arrêté le 19 octobre 1888 pour imposer à la municipalité de se conformer à la loi. L'affaire est relatée dans les journaux conservateurs de l'époque.

### XXesiècle
Halluin se développe, notamment grâce au textile comme dans toute la région; outre les ouvriers français, on fait également appel à de la main d'œuvre belge, ce qui ne va pas toujours sans difficultés, les travailleurs belges étant parfois accusés d'accepter de travailler à des conditions inférieures à celles réclamées par les français. Le 25 avril 1903, des heurts violents opposent ouvriers français et belges.
Halluin "la rouge" fait parler d'elle en 1925 : le 12 octobre, des « révolutionnaires » emmenés par le maire communiste envahissent un tissage. L'industriel, considérant sa vie comme celle de sa famille menacées, met en joue les assaillants.
Du fait de sa proximité avec la frontière belge, comme toutes les communes dans cette situation, Halluin était un lieu de forte contrebande (tabac belge, alcool, etc.). Le 10 mai 1933, les douaniers découvrent le « métro d'Halluin » :  les contrebandiers passaient les marchandises par les égouts de la ville.
En 1931, une ligne de tramway relie Halluin à Armentières.

## Politique et administration

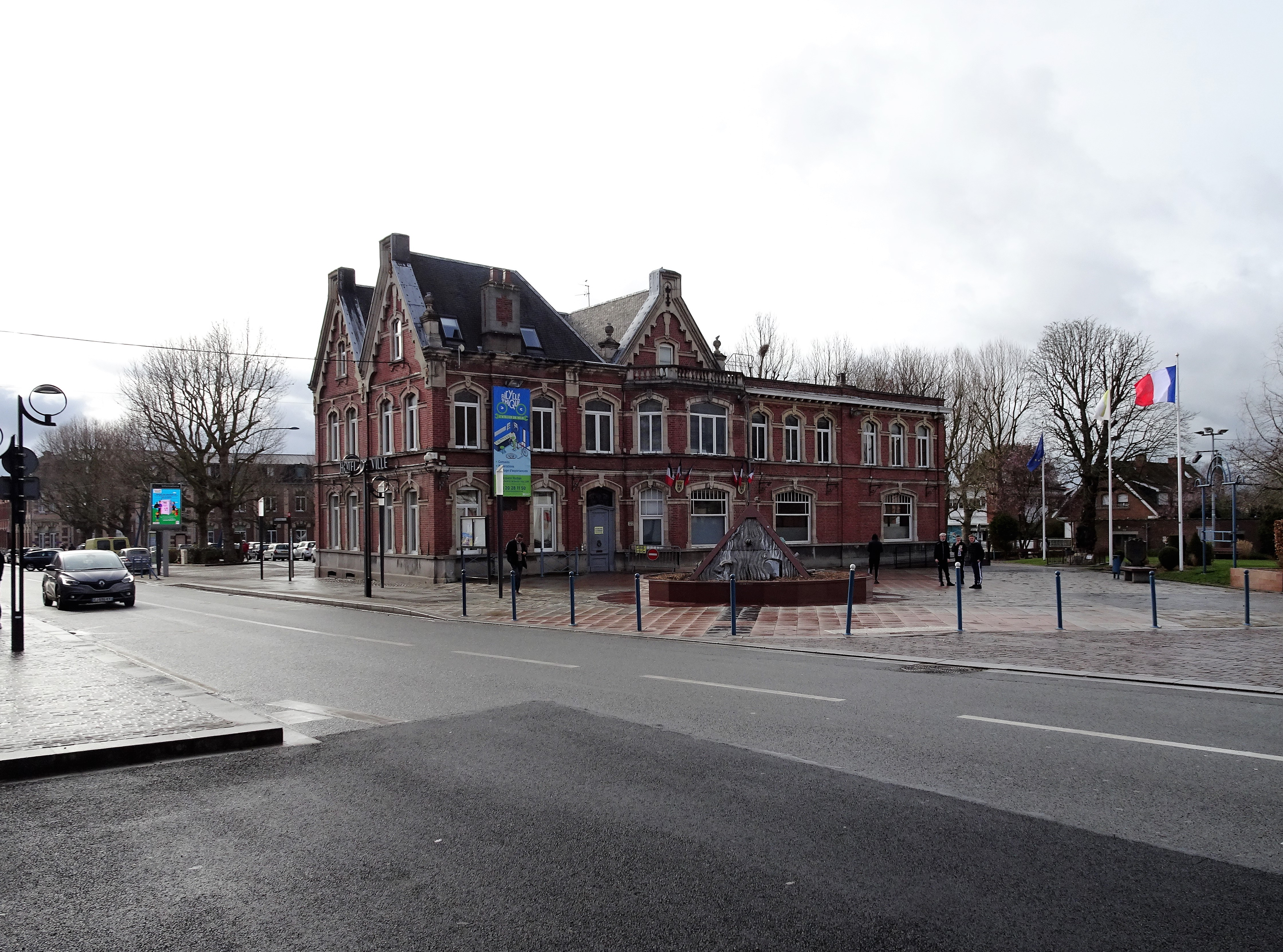
Hôtel de ville

En 2013, la commune d'Halluin a été récompensée par le label « Ville Internet @@@ ».

### Tendances politiques et résultats
La ville doit son surnom d'« Halluin la Rouge » au syndicalisme important qui permit aux communistes de prendre la mairie durant l'entre-deux-guerres (cette période a été remarquablement étudiée par Michel Hastings dans sa thèse d'État). Cependant la ville, bastion historique de la gauche, connaît une évolution sociologique importante depuis la fin du XXe siècle, par l'arrivée de catégories professionnelles supérieures dans de nouveaux secteurs résidentiels notamment le « Mont d'Halluin », « Le Clos du Loisel », « La Tuilerie » et « Belle Fontaine », cette évolution étant davantage favorable à la droite.
On a ainsi pu constater lors de l'élection présidentielle de 2007 que la population avait voté majoritairement à droite.
Le premier tour a en effet vu se démarquer en tête Nicolas Sarkozy avec 34,47 %, suivi par Ségolène Royal avec 21,13 %, François Bayrou avec 15,69 %, et Jean-Marie Le Pen avec 13,68 %. Le second tour a vu arriver en tête Nicolas Sarkozy avec 58,4 % (résultat national : 53,06 %) contre 41,6 % pour Ségolène Royal (national : 46,94 %). Ce basculement à droite de la commune fut confirmé lors des élections législatives de juin 2007, où Christian Vanneste candidat UMP/CNI obtint 58,49 % des suffrages halluinois.
Lors des élections présidentielles de 2012, Nicolas Sarkozy arrive à nouveau en tête au premier tour à Halluin, avec 27,07 % des voix, suivi de François Hollande avec 25,20 % puis suivi par Marine Le Pen avec 24,94 %, puis par Jean-Luc Mélenchon avec 10,27 % puis enfin par François Bayrou avec 7,39 %. Au second tour, Nicolas Sarkozy obtint 54,78 % des suffrages dans la commune, alors qu'au niveau national la France a voté majoritairement en faveur de François Hollande.
Cette nouvelle orientation politique est confirmée lors des municipales de 2014, où la mairie est remportée par Gustave Dassonville (UMP), dans le cadre d'une triangulaire l'opposant à Laurent Caure (PS) et à Jean-Christophe Destailleur (Divers Centre). Le total des voix de droite et du centre réunies par les candidats Gustave Dassonville et Jean-Christophe Destailleur, s'élevant à 64 % des suffrages, l'appellation «Halluin la Rouge» ne semble alors plus résonner que comme un vestige du passé.
L'élection municipale suivante (du 28 juin 2020), ainsi que l'élection municipale partielle du 26 septembre 2021, seront toutes deux remportées par Jean-Christophe Destailleur.

### Liste des maires
| Période                                  | Période                  | Identité                          | Étiquette | Qualité |
| ---------------------------------------- | ------------------------ | --------------------------------- | --------- | --- |
| Les données manquantes sont à compléter. |                          |                                   |           | |
| 1790                                     | 1794                     | P.L. Delannoy                     |           | |
| 1794                                     | 1795                     | Jean-François Delannoy            |           | |
| 1795                                     | 1800                     | Jean-Baptiste Duflo               |           | |
| 1800                                     | 1805                     | Jean-Baptiste Vandebeulque        |           | |
| 1805                                     | 1830                     | Jean-Baptiste Chombart            |           | |
| 1830                                     | 1865                     | Pierre-Joseph Demeestère-Delannoy |           | |
| 1865                                     | 1873                     | Edouard Lemaitre-Demeestère       |           | |
| 1874                                     | 1900                     | Paul Lemaitre-Bonduelle           |           | |
| 1900                                     | 1907                     | Paul-Pierre Defretin              |           | Fabricant textile                                                                                              |
| 1907                                     | 1909                     | Louis-Joseph Odou-Loridan         |           | |
| 1909                                     | 1919                     | Paul-Pierre Defretin              |           | Fabricant textile                                                                                              |
| décembre 1919                            | avril 1935 (décès)       | Gustave Desmettre                 | PCF       | Employé de la Bourse du Travail                                                                                |
| avril 1935                               | 1939                     | Gilbert Declercq                  | PCF       | Ouvrier tisserand Député de la 10e circonscription de Lille (1936-1942)                                        |
| octobre 1939                             | janvier 1944 (décès)     | Gaston Petit                      |           | Nommé président de la délégation spéciale en 1939 puis maire de 1941 à 1944                                    |
| janvier 1944                             | mai 1945                 | Joseph Wanquet                    | SFIO      | |
| mai 1945                                 | octobre 1947             | Gustave Casier                    | PCF       | |
| octobre 1947                             | mai 1953                 | Joseph Wanquet                    | SFIO      | |
| mai 1953                                 | mars 1957                | Robert Casier                     | PCF       | Directeur de coopérative                                                                                       |
| mai 1957                                 | mars 1971                | Charles Vanoverschelde            | app. MRP  | Artisan menuisier                                                                                              |
| mars 1971                                | octobre 1980 (démission) | Albert Houte                      |           | Employé de la Sécurité sociale                                                                                 |
| octobre 1980                             | mars 1983                | Henri Leveugle                    | PS        | Technicien |
| mars 1983                                | juillet 1987 (décès)     | Albert Desmedt                    | DVD       | Ancien journaliste Conseiller général (1985-1987)                                                              |
| juillet 1987                             | septembre 1987           | Patrick Tierrie                   | DVD       | Comptable Maire par intérim                                                                                    |
| septembre 1987                           | mars 1989                | Didier Desprez                    | DVD       | Professeur de mathématiques                                                                                    |
| mars 1989                                | mars 2001                | Alexandre Faidherbe               | PS        | Enseignant et directeur d'école Conseiller général (1987-1992 puis 1998-2004)                                  |
| mars 2001                                | mars 2014                | Jean-Luc Deroo                    | PS        | Professeur de lettres                                                                                          |
| mars 2014                                | juin 2020                | Gustave Dassonville               | UMP-LR    | Avocat Conseiller départemental (2015-2021) Député suppléant de Vincent Ledoux (2016-2022)                     |
| juillet 2020                             | août 2021                | Jean-Christophe Destailleur       | DVC       | Cadre du secteur privé Conseiller à la MEL                                                                     |
| août 2021                                | octobre 2021             | Délégation spéciale               |           | Présidée par Aldo Massa, vice-président Jean François Auran et délégué, David Pater                            |
| octobre 2021                             | En cours                 | Jean-Christophe Destailleur       | DVC       | Cadre du secteur privé Conseiller à la MEL Réélu lors de l'élection municipale partielle du 26 septembre 2021. |

### Politique de développement durable
La commune a engagé une politique de développement durable en lançant une démarche d'Agenda 21 en 2008.

### Jumelages
- Oer-Erkenschwick (Allemagne) depuis 1969
- North-Tyneside (Angleterre) depuis 1994
- Pniewy (Pologne) depuis 1998, voir pl:Pniewy (pl)
- Lübbenau (Allemagne) depuis 2000
- Kočevje (Slovénie) depuis 2000
- NKong-Zem (Cameroun) depuis 2001.
- Zulte-Machelen (Belgique) depuis (2010)
- En 2005, la ville accueille les villes pour "les jeux de l'amitié", épreuves sportives qui se déroulent lors du week-end de la Pentecôte.

## Population et société

### Démographie

#### Évolution démographique
En 1469, Halluin était un village comportant environ 300 habitants. L'accroissement rapide durant la seconde moitié du XIXe siècle est dû à l'immigration massive d'ouvriers flamands à la recherche d'un travail. Pendant vingt-cinq ans, la ville compta plus de 75 % d'étrangers.

L'évolution du nombre d'habitants est connue à travers les recensements de la population effectués dans la commune depuis 1793. Pour les communes de plus de 10 000 habitants les recensements ont lieu chaque année à la suite d'une enquête par sondage auprès d'un échantillon d'adresses représentant 8 % de leurs logements, contrairement aux autres communes qui ont un recensement réel tous les cinq ans,.

En 2022, la commune comptait 20 684 habitants, en évolution de −0,12 % par rapport à 2016 (Nord : +0,51 %, France hors Mayotte : +2,11 %).
| 1793  | 1800  | 1806  | 1821  | 1831  | 1836  | 1841  | 1846  | 1851  |
| ----- | ----- | ----- | ----- | ----- | ----- | ----- | ----- | ----- |
| 3 030 | 2 459 | 2 831 | 3 242 | 3 750 | 4 240 | 4 264 | 4 851 | 5 408 |

| 1856  | 1861   | 1866   | 1872   | 1876   | 1881   | 1886   | 1891   | 1896   |
| ----- | ------ | ------ | ------ | ------ | ------ | ------ | ------ | ------ |
| 8 410 | 10 803 | 13 673 | 12 946 | 13 771 | 14 020 | 14 678 | 14 841 | 15 781 |

| 1901   | 1906   | 1911   | 1921   | 1926   | 1931   | 1936   | 1946   | 1954   |
| ------ | ------ | ------ | ------ | ------ | ------ | ------ | ------ | ------ |
| 16 599 | 16 158 | 15 480 | 13 760 | 13 932 | 13 588 | 13 278 | 12 935 | 13 345 |

| 1962   | 1968   | 1975   | 1982   | 1990   | 1999   | 2006   | 2011   | 2016   |
| ------ | ------ | ------ | ------ | ------ | ------ | ------ | ------ | ------ |
| 14 138 | 14 829 | 15 491 | 16 444 | 17 629 | 18 997 | 19 879 | 20 620 | 20 708 |

| 2021   | 2022   | - | - | - | - | - | - | - |
| ------ | ------ | - | - | - | - | - | - | - |
| 20 829 | 20 684 | - | - | - | - | - | - | - |

#### Pyramide des âges
La population de la commune est relativement jeune.
En 2018, le taux de personnes d'un âge inférieur à 30 ans s'élève à 40,1 %, soit au-dessus de la moyenne départementale (39,5 %). À l'inverse, le taux de personnes d'âge supérieur à 60 ans est de 21,2 % la même année, alors qu'il est de 22,5 % au niveau départemental.
En 2018, la commune comptait 10 099 hommes pour 10 709 femmes, soit un taux de 51,47 % de femmes, légèrement inférieur au taux départemental (51,77 %).
Les pyramides des âges de la commune et du département s'établissent comme suit.
| Hommes | Classe d’âge | Femmes |
| ------ | ------------ | ------ |
| 0,5    | 90 ou +      | 1,2    |
| 5,1    | 75-89 ans    | 7,0    |
| 13,8   | 60-74 ans    | 14,7   |
| 19,6   | 45-59 ans    | 19,4   |
| 19,1   | 30-44 ans    | 19,4   |
| 18,9   | 15-29 ans    | 18,3   |
| 23,0   | 0-14 ans     | 20,1   |

| Hommes | Classe d’âge | Femmes |
| ------ | ------------ | ------ |
| 0,5    | 90 ou +      | 1,4    |
| 5,3    | 75-89 ans    | 8,1    |
| 14,8   | 60-74 ans    | 16,2   |
| 19,1   | 45-59 ans    | 18,4   |
| 19,5   | 30-44 ans    | 18,7   |
| 20,7   | 15-29 ans    | 19,1   |
| 20,2   | 0-14 ans     | 18     |

### Petite enfance
- La crèche familiale emploie 22 assistantes maternelles réparties sur Halluin.
- le multi accueil "Georgette Dupont"
- Les services vaccination et pédiculose
- La halte garderie "Les P'tits Mômes".
- La Micro-crèche "Born to be happy" ouvre en mars 2018 - 16 rue Georges Vanlaere, 59250 Halluin

Accueil des enfants de 10 semaines à 4ans dans la pédagogie active et bienveillance
Accès jardin privatif
Aide PAJE (CAF) + crédit impôt 50%

### Enseignement

#### Écoles publiques
- Maternelles :
  - Marie Curie
  - Maria Montessori
  - Anne Frank
- Primaires :
  - Jules Michelet
  - Jean Macé
  - Jean Moulin

#### Écoles privées
- Maternelles et primaires :
  - Saint-Alphonse (maternelle et primaire)
  - Notre-Dame des Fièvres (maternelle et primaire)
  - Sainte-Marie (maternelle uniquement)

- Primaires :
  - École du Sacré-Cœur
  - École Al-Fitra

#### Collège public
- Collège Lili Keller Rosenberg (ancien Collège Robert Schuman), en hommage à Lili Keller Rosenberg, déportée à 11 ans, témoin de la Shoah

#### Collège privé
- Sacré-Cœur

#### Lycées
- Lycée professionnel Antoine de Saint-Exupéry

Il n'y a pas de lycée d'enseignement général à Halluin, les établissements les plus proches étant situés à Bondues (7 km) et Tourcoing (8 km).

#### E2C
La ville a bénéficié d'une antenne de l'École de la deuxième chance, vouée à l'insertion professionnelle (contrats d'alternance), mais cette dernière a fermé en 2023.

### Manifestations culturelles et festivités

#### Marchés et brocantes
Deux marchés ont lieu sur la commune : 
- Mercredi matin : Halle Nkong-Zem de 8h30 à 12h00 (huit commerçants y participent).
- Samedi matin : Place du Général-de-Gaulle de 8h30 à 13h30.

Une centaine de commerçants y vendent leurs marchandises. Ce marché fait partie des plus gros marchés de la métropole et attire chaque semaine un public très nombreux.
Chaque année, plusieurs Braderies et/ou Vide Greniers sont organisés par les associations :
- Le lundi de Pentecôte, dans le centre-ville, Rue de Lille (8 km de stand en 2011, plusieurs milliers d'exposants)
- En avril, dans le quartier du Colbras (400 exposants environ)
- En avril et en septembre, Rue Gabriel-Péri
- 1er dimanche de juin sur le Chemin de Loisel, au Mont d'Halluin association Mont Moulin
- (400 exposants environ)
- Le troisième dimanche de Juin, Place du général de Gaulle. (Vide-greniers d'une centaine d'exposants)

#### Principales Festivités
- Halluin Plage : Tous les ans, durant 3 semaines, entre le 13 juillet et début août, la Ville organise de nombreuses festivités et animations au port de plaisance (plage de sable fin, jeux pour enfants, activités sportives, concerts etc…).
- Festival Trek'n'folk : Tous les ans en janvier. Le festival Trek'n Folk propose un cocktail musical aux sonorités dansantes et exotiques… Tous les ingrédients sont réunis pour combler les amateurs de musiques traditionnelles et charmer les néophytes : concerts, bals folks, fest-noz, initiations aux danses, stages de musique et animations rythmeront cette semaine. Invitation au voyage, excursion par-delà les frontières, itinéraire entre deux villes frontalières, le festival Trek'n Folk cultive la fusion d'univers musicaux différents dans un esprit festif et d'ouverture.
- Bourses aux plantes : tous le 1er dimanches de Mai, au foyer Altitude organisé par l'association Mont Moulin.
- Vide-greniers du Mont d'Halluin : tous les 1er dimanches de Juin, organisé par l'association Mont Moulin.

- 24 Heures du Mont : en juin. Il s'agit d'une course cycliste (très) festive qui se déroulait pendant 24 heures dans les quartiers du Mont d'Halluin. Actuellement, personne n'a pris la relève du syndicat d'initiatives qui organisait cet événement
- Fêtes de la Lys : le 1er dimanche de juillet, au port de plaisance d'Halluin-Menin pour une fête au bord de la rivière. C'est l'occasion de valoriser les productions d'artistes locaux (musique, théâtre, arts plastiques…).
- Folklore du monde : un dimanche de juillet, chanteurs et danseurs des quatre continents viennent donner des représentations en partenariat avec le festival de Bray-Dunes.
- La Fête des Tisserands : le 3e samedi de septembre. (en remplacement de la fête des Allumoirs).
- Halluin fête Halloween : le dernier week-end d'octobre, sur le parvis de l'hôtel de ville, de nombreuses animations sont proposées tant aux adultes qu'aux enfants (dégustation de la traditionnelle soupe aux potirons, visite de la mairie transformée en manoir fantôme, contes d'Halloween, maquillages, spectacles associant de nombreux bénévoles déguisés en sorcières et squelettes).
- la fête de la solidarité : vers la mi-décembre, organisé par la Ville d'Halluin. Les bénéfices des ventes seront partiellement reversés à deux associations caritatives : les Restos du cœur et l'Entraide alimentaire d'Halluin.
- Concert de Noël : vers le 15 décembre, Halluin accueille une grande formation classique (Orchestre national de Lille, Orchestre de Douai…).

#### Vie Associative
Halluin connait une vie associative foisonnante. En 2014, la ville comptait pas moins de 210 associations couvrant un large faisceau d'activités (Culture, sport, solidarité, secourisme, etc.).
La ville d'Halluin est dotée d'une antenne de la Protection Civile.

### Sports
Les 24 heures du Mont (course cycliste) et Les foulées Halluinoises (course à pied) (35e édition en 2010) sont connues sur les plans régionaux, nationaux et internationaux.
Il y a dix-neuf associations et clubs sportifs à Halluin. Les principaux clubs sont : l'Athlétisme Halluin Val de Lys (AHVL), le Tennis Club d'Halluin (TCH), le Cercle des Nageurs Halluinois (CNH), l'Union Halluinoise de Football (UH Foot) et le Volley Club Michelet Halluin (VCMH) qui évolue en nationale 2.

#### Les équipements sportifs
Il y a vingt espaces sportifs repartis sur seize sites.
La piscine municipale Philippe Croizon, située Route de Neuville, se compose d'un bassin de 250 m2, d'une salle de musculation, de deux saunas et d'une salle de relaxation.
Le complexe Hildevert-Wancquet se compose de la piste d'athlétisme Jean Wadoux, du dojo Marie-Claire Restoux, du terrain d'honneur du foot, d'un terrain synthétique et un en schiste pour la pratique du foot, d'un terrain de mini-foot, d'un plateau multisports et d'une salle omnisports.
Les complexes sportifs Édouard Branly, Hector Berlioz et Alexandre-Faidherbe sont des salles omnisports.
Le complexe Jules Guesde comprend le stade Didier-Deschamps renommé Wancquet Joseph (ancien maire de la commune de Halluin) , la salle omnisports Danny-Dhondt, les terrains de tennis couvert et extérieur et du stand de tir.
La salle André-Dochy est spécialisée dans la musculation et celle du cercle municipal Saint-Joseph accueille les jeux de cartes et de fléchettes, le tennis de table, le billard ainsi que la bourle.
Dans différents quartier de la ville il y a également des installations sportives telles que des paniers de basket ou des mini terrains de foot.

## Économie
Traditionnellement, l'activité principale était le textile qui, en 1948, employait 7500 personnes dont près de la moitié de frontaliers. La ville a compté jusqu'à vingt entreprises textiles. Halluin était, par ailleurs, un important site de fabrication de meubles (notamment de chaises).
À compter des années 80, ces deux secteurs d'activités ont progressivement disparu, en raison d'une forte concurrence internationale.
De nos jours, l'économie de la cité se concentre sur quelques industries (notamment de traitement des déchets), l'agriculture et les services.
Le taux de chômage de la ville était de 11,8 % en 2009 et le revenu net moyen annuel d'un ménage était de 21 134 € en 2009.

### Commerces
- Quatre grandes surfaces
- Deux centres commerciaux
- Une centaine de commerces répartis dans toute la ville

### Entreprises
Il y a un bon nombre de PME et de PMI à Halluin dont : 
- Triselec Lille SAEML
- Militzer et Münch France
- Galloo France

### Maison de l'Entrepreneuriat
Cette structure municipale, située au 103 rue de Lille, a pour vocation d'accueillir et d'accompagner les porteurs de projets. En partenariat avec la MELT, la Chambre des Métiers et la BGE, de nombreuses formations sont proposées (statut juridique, étude de marché, plan de financement, marketing et communication etc).

## Culture locale et patrimoine

### Lieux et monuments
L'Estaminet du Vieux Moulin.

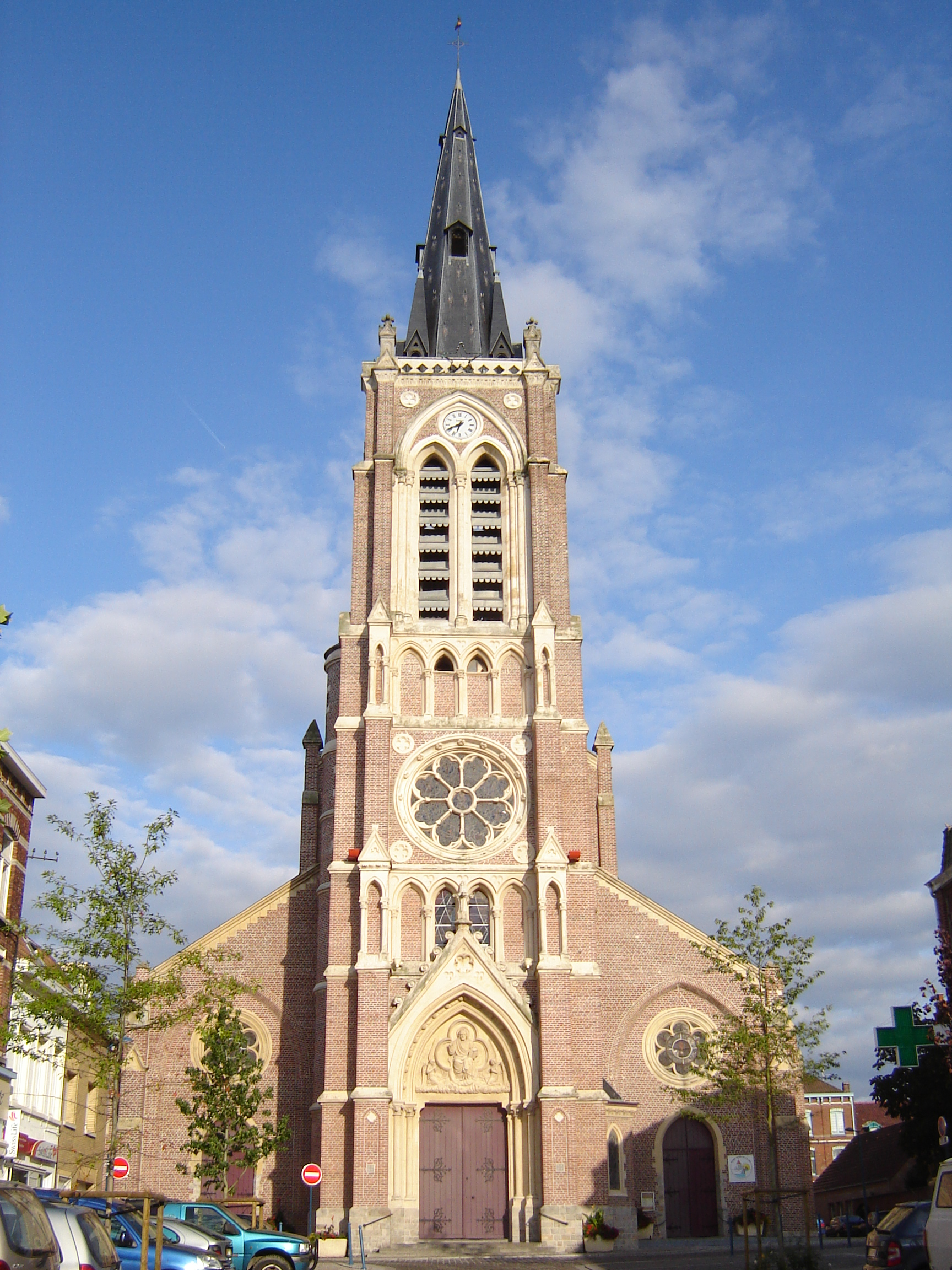
L'église Saint-Hilaire d'Halluin (1858)
- La Cense Manoir est une ferme datant de 1573. Située rue Arthur-Dennetière, elle était attenante au château du Molinel qui fut détruit par un incendie lors des combats avec les Autrichiens le 13 septembre. Il s'agit de la plus ancienne bâtisse de la ville.
- La Ferme du Mont Saint-Jean, située chemin d'eau, est le lieu de nombreux événements culturels (expositions, conférences, salons thématiques). La partie animalière, immédiatement attenante à la ferme, propose en outre des activités pédagogiques à destination des écoles et des familles.
- Le Manoir aux Loups et son parc, se situant Route de Neuville, sur le Mont.
- Le Manoir du Pellegrin et son jardin.
- L'Hôtel de Ville, rue Marthe Nollet, était à l'origine la demeure d'un industriel halluinois acquise par la commune après la mort de ce dernier en 1968. Les parquets de Hongrie, les plafonds ouvragés et les cheminées en marbre participent au caractère luxueux de ce bâtiment.
- L'église Saint-Hilaire construite en 1856-1858 par Charles Leroy, célèbre architecte lillois, auteur de la cathédrale Notre-Dame-de-la-Treille et de nombreux édifices religieux autour de la métropole lilloise.
- L'église Saint-Alphonse. Sa première pierre fut posée le 15 octobre 1895 par l'abbé Alphonse-Marie Coulon, qui a érigé celle-ci sur ses propres derniers.
- L'église Notre-Dame-des-Fièvres, de style Art déco, construite en 1928-1931.
- La mosquée Tawhid (dite mosquée du Nord avec ses briques rouges).
- le Mont d'Halluin.

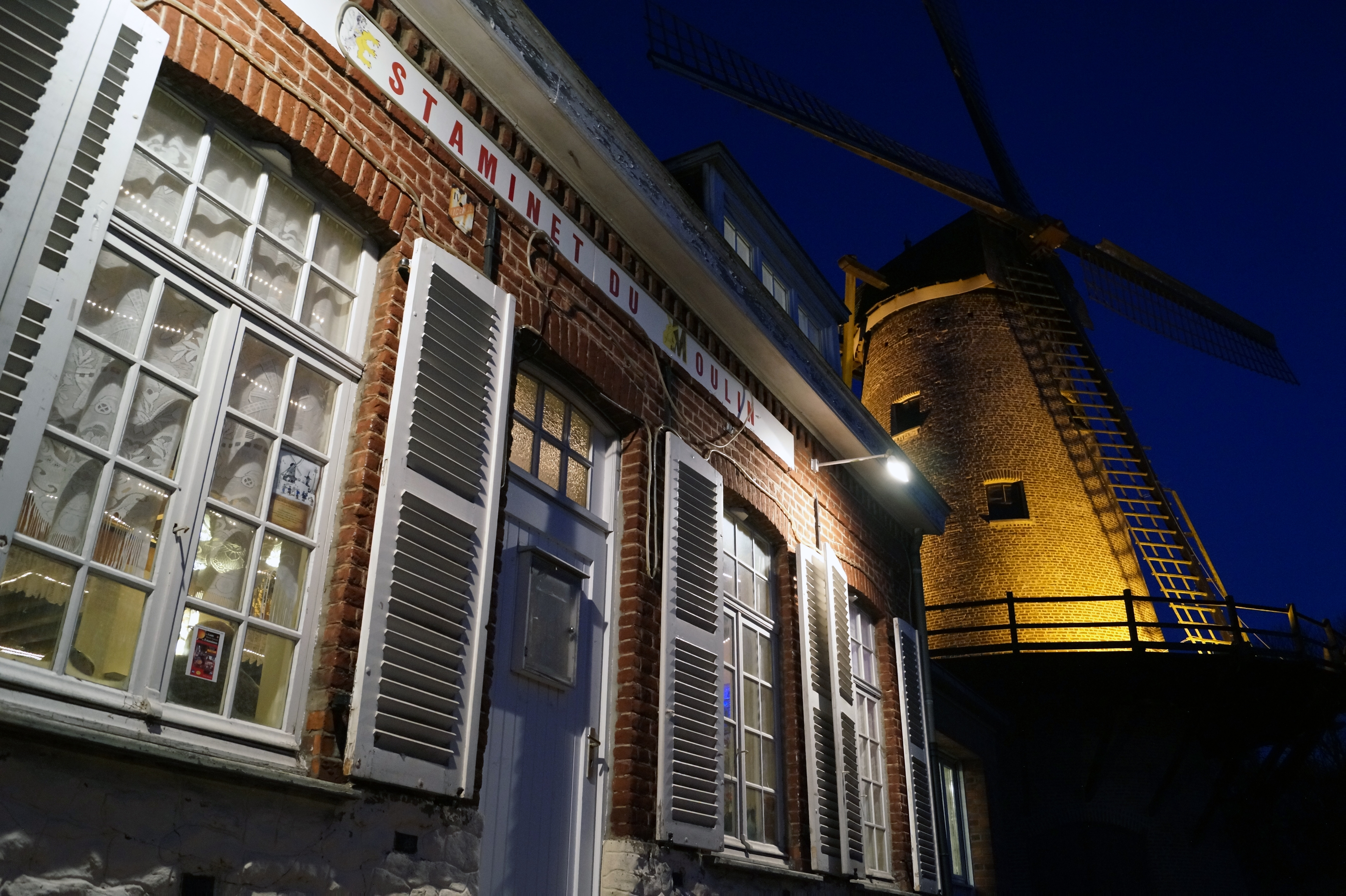
L'Estaminet du Vieux Moulin.

- Le Moulin Hollebeke et son Estaminet qui se situent Avenue de l'Abbé Lemire. Le moulin est le seul, dans le Nord, à posséder une galerie circulaire. Les six moulins d'Halluin furent démembrés au milieu du XIXe siècle et, en 1877, le meunier Hollebeke construisit ce moulin qui fut acquis par la ville en 1988. Il a été ensuite restauré jusqu'en 1992. Depuis 2005, la « maison du meunier » a été aménagée en estaminet. Le moulin et la maison du meunier ont été inscrits à l'inventaire des monuments historiques en 1989[47].

### Espaces verts

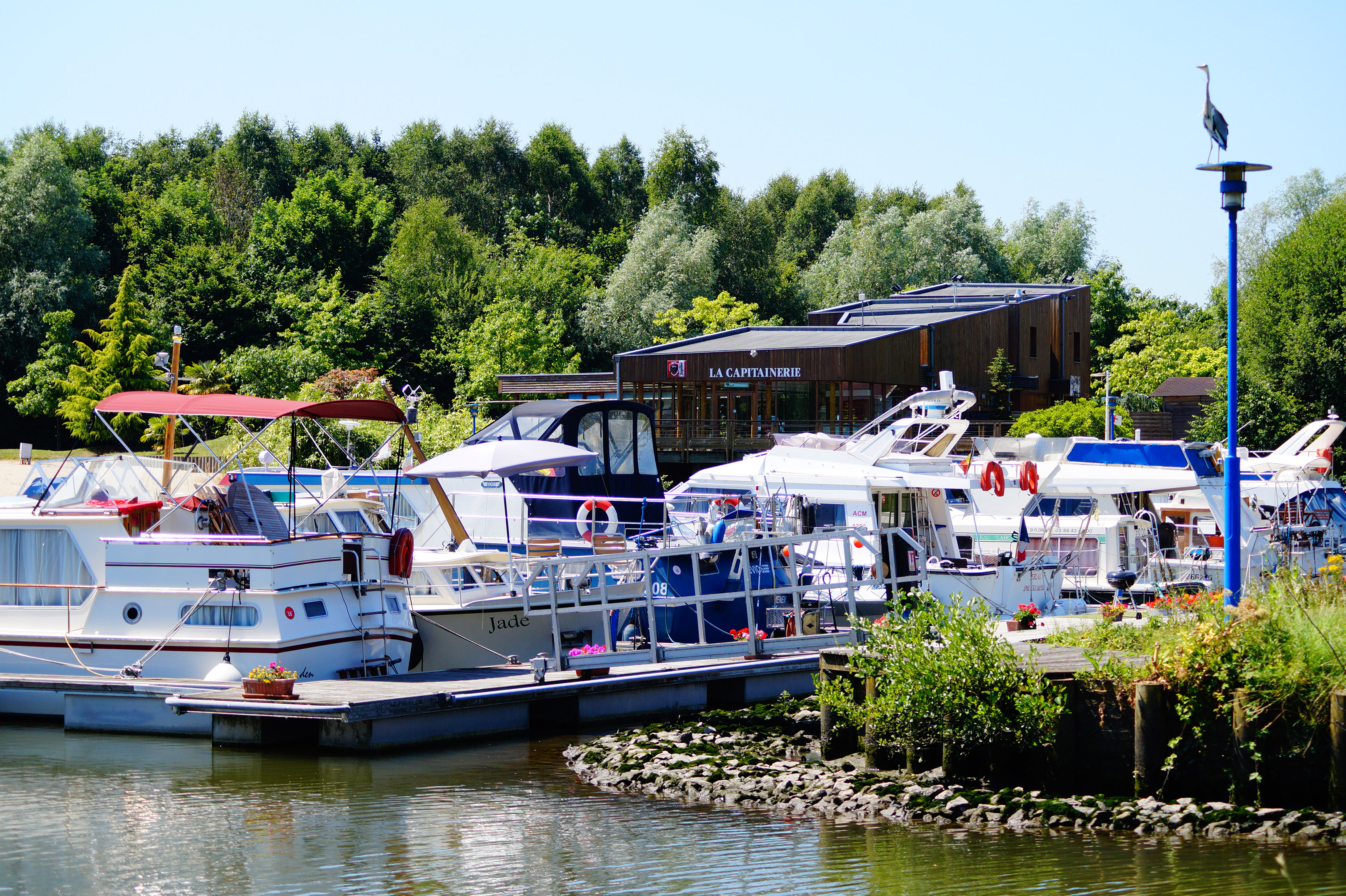
Le port de plaisance d'Halluin-Menin.

Le Port de Plaisance : accessible depuis la Rue de la Lys, il s'étend sur 17 hectares. Il est constitué d'une partie des produits de creusement du canal de la Lys, lors de sa mise à grand gabarit. Trois écolodges à Haute Qualité Environnementale (pouvant accueillir 4 personnes) sont présents sur ses lieux et sont gérés par Lys Sans Frontières. Durant la période estivale, le port de plaisance propose en outre de nombreuses activités et animations dans le cadre des festivités Halluin Plage, des vacances pour tous.
Le Kluite Put : accessible depuis la Route de Linselles, c'est le lieu de balade incontournable de la ville, qui relie le Quartier de la Belle Fontaine à la Ferme du Mont Saint-Jean. Un étang de pêche appelé « Etang de la Tuilerie » fait de ce parc naturel son principal atout. Printemps, Ete, Automne, Hiver... En toutes saisons, son aspect nous réserve de magnifiques vues.
Le Jardin de la Paix : accessible depuis la Rue de Lille et la Route de Neuville, il s'étend sur 6 hectares. Aménagé « à la française », il contient un étang japonais et la Piscine Municipale Philippe Croizon.

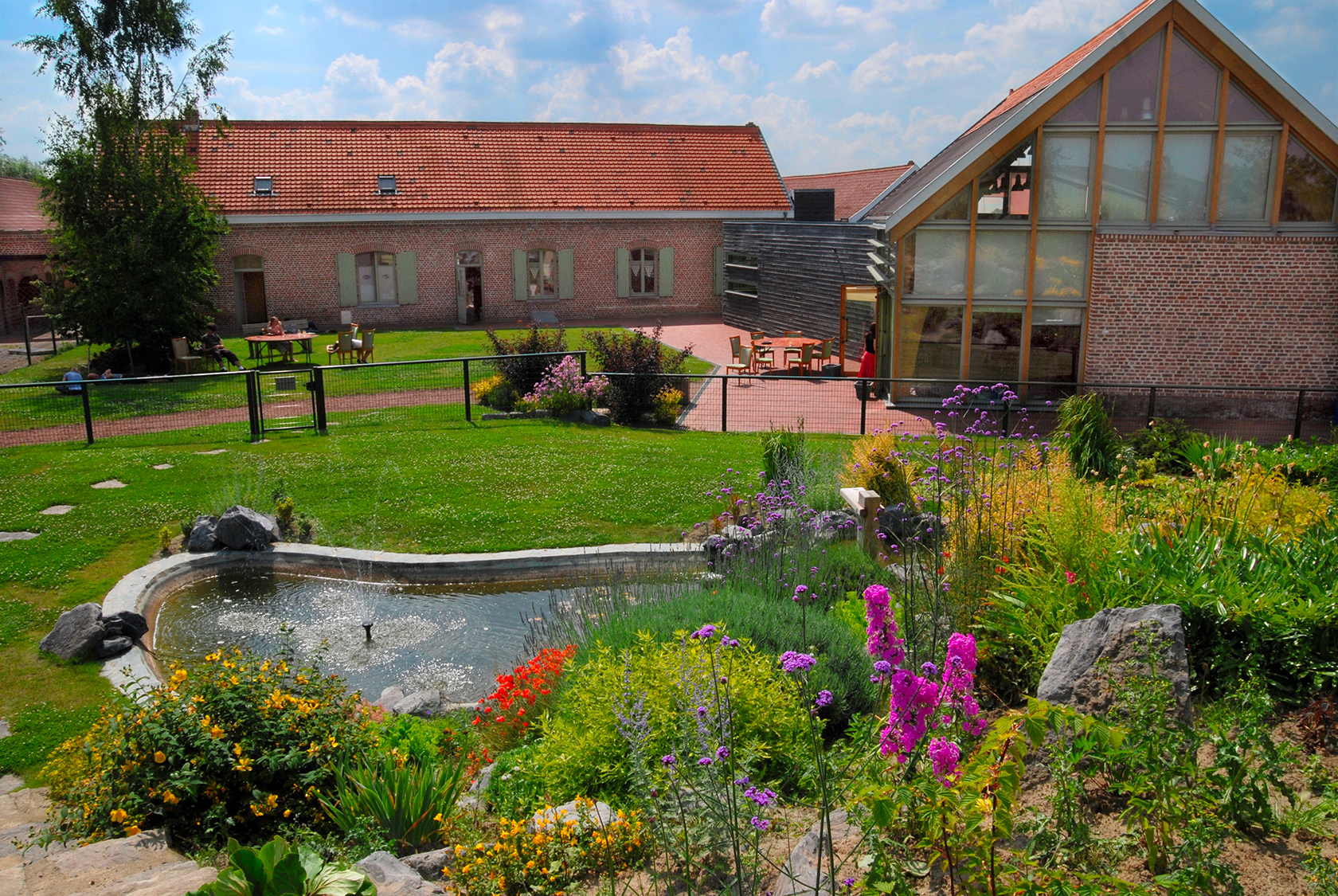
Ferme du Mont Saint-Jean en été.

La Prairie Acquette : accessible depuis la Route de Neuville et l'Avenue du Mont des Louviers, elle relie les différents quartiers du Mont et peut être désormais traversée grâce à un chemin érigé en 2012. Elle est plus connue pour son calme et ses peupliers du Canada qui dominent le terrain depuis des années.

### Équipements culturels
- Cinéma Le Familia
- Bibliothèque Municipale
- Ecole de musique la Schola

### Personnalités liées à la commune
- Francis Ampe (1944-2024), ancien maire de Chambéry.
- Gilbert Declercq (1896-1944), homme politique français, né à Halluin.
- Isidore Dumortier (1869-1940), évêque de Saïgon (Indochine).
- Fernand Grenier (1901-1992), parlementaire français, militant communiste dans la ville jusqu'en 1932.
- Jeanne d'Halluin, dame d'honneur de Catherine de Médicis.
- José Saez, footballeur français dont la famille réside toujours dans la commune.
- Julien Samyn (1890-1968), coureur cycliste né à Halluin.
- Charles de Schomberg, duc d'Halluin par son mariage en 1620 avec Anne, duchesse d'Halluin et maréchal de France
- Charles d’Halluin, chevalier des ordres du roi, premier duc d'Halluin et pair de France en 1587
- Lili Keller Rosenberg, déportée à 11 ans, témoin de la Shoah, dont le Collège public d'Halluin porte le nom
- Marthe Nollet, résistante

### Gastronomie
- La navette halluinoise, pâtisserie imaginée par les boulangers de la ville.

### Quartiers
- Colbras
- Molinel (Aussi affilié au Colbras)
- Molinel Colbras (ancien Colbras)
- Mont Fleuri
- Mont-Triez Cailloux (Secteur du mont d'Halluin)
- Les écoles
- Rouge porte
- Centre
- Forage
- Bellefontaine
- Les magnolias

### Héraldique
|  | Les armes de Halluin se blasonnent ainsi : D'argent à trois lionceaux de sable lampassés de gueules, armés et couronnés d'or. Les trois lions représentent les trois seigneurs Josse, François et Jean de Halluyn. |

### Logo
En octobre 2014, la ville présente son logo.
Ce logo, dans sa charte graphique, va évoluer et se moderniser.

Évolution du logo
Logo de 2004 à octobre 2014.
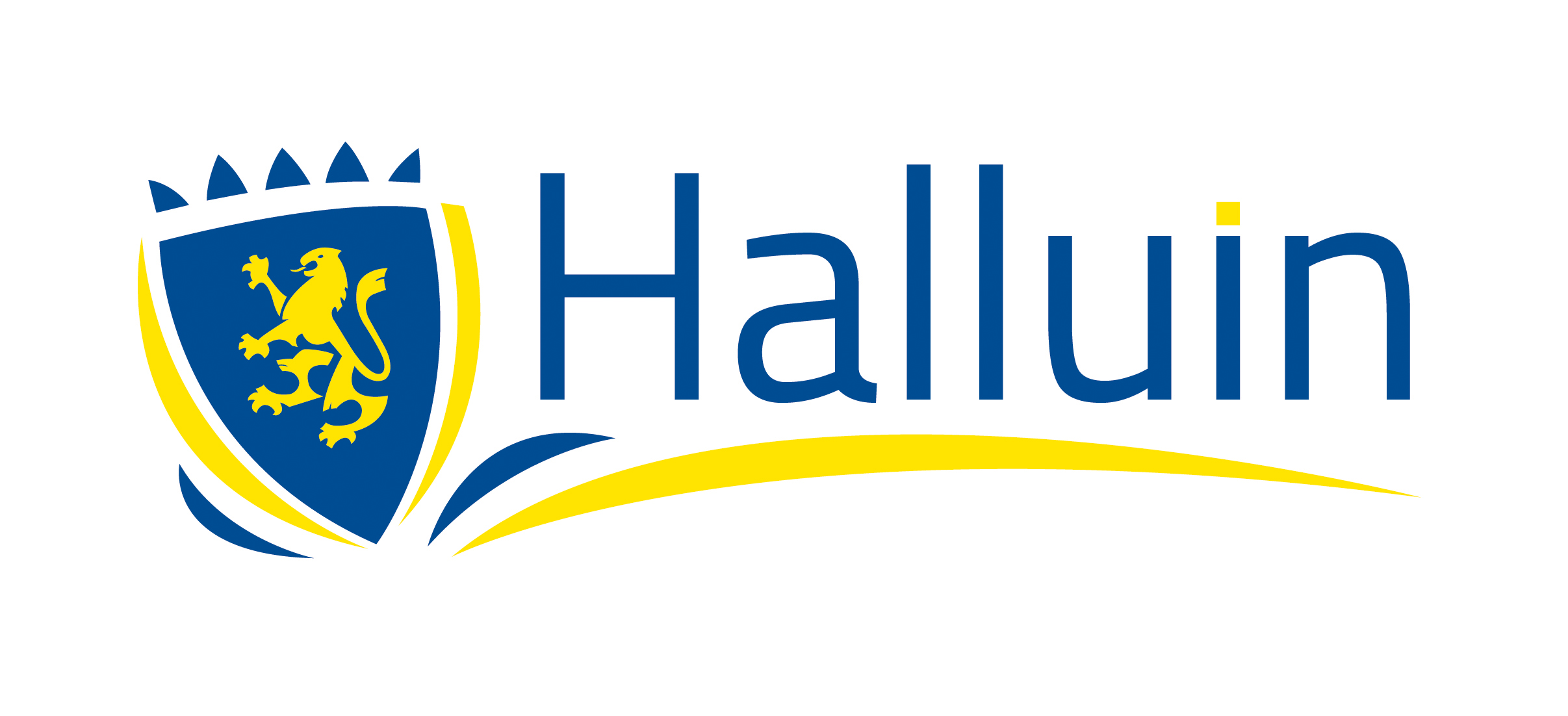
Logo de 2014 à novembre 2020.

En 2020, la Ville d'Halluin présente la toute dernière version de son logo qui associe plusieurs pictogrammes (lion en référence aux seigneurs d'Halluin, moulin de la commune, port de plaisance, campagne halluinoise) aux quatre couleurs représentant la ville (le bleu symbolise l'eau de la Lys qui berce la commune depuis ses origines / le jaune représente l'énergie et la capacité de résilience des Halluinois / le vert fait référence à la campagne halluinoise / le rouge enfin, symbolise le sang des résistants halluinois qui ont héroïquement contribué à la libération de la ville en septembre 1944).